# Последний выход
«Последний выход» (полное наименование англ. Final Exit: The Practicalities of Self-Deliverance and Assisted Suicide for the Dying) — книга британского журналиста, писателя и общественного деятеля Дерека Хамфри, опубликованная в 1991 году. Книга считается пособием и руководством для тех, кто считает эвтаназию, самоубийство или помощь в самоубийстве единственным оставшимся выходом из положения.

## Синопсис
Автор, в числе прочего, даёт читателям совершенно конкретные рекомендации:

1. Сделайте предварительное медицинское распоряжение (передача другому лицу прав по принятию важных медицинских решений в случае утраты дееспособности) и рассмотрите варианты помещения в специализированный хоспис.
2. Удостоверьтесь в том, что ваш страховой полис в порядке, и что самоубийство не станет препятствием для ваших родных получить выплату.
3. Распорядитесь о немедленной кремации, чтобы анализы на передозировку медикаментов были бы невозможны.
4. Предпримите все должные шаги и убедитесь, что у вас нет поддающейся и подлежащей лечению депрессии.

Оригинальный текст (англ.)
- Make an advance directive, and consider hospice care.
- Ensure that your insurance is in order and that suicide would not preclude your beneficiaries from receiving a payout.
- Arrange for quick cremation so that measurement for lethal levels of drugs will be impossible.
- Take steps to ensure that you do not have treatable depression.

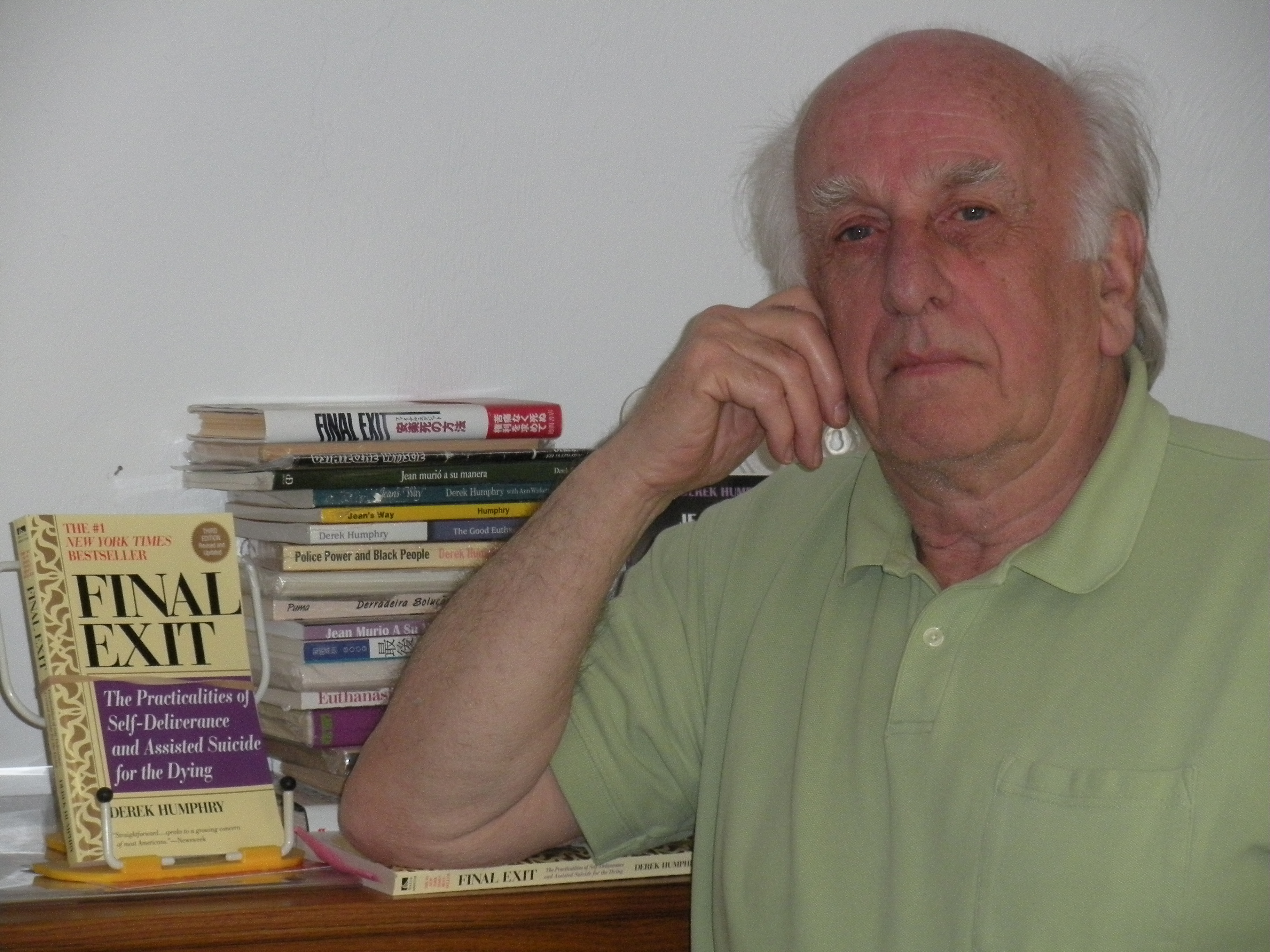
Дерек Хамфри в 2009 году

Дерек Хамфри, британский журналист и писатель, в своё время помог своей жене Джин (англ. Jean Humphry) добровольно уйти из жизни с помощью передозировки медицинских препаратов. На протяжении нескольких лет она страдала от боли и неизлечимого заболевания: рака груди в последней стадии. 29 марта 1975 года Джин попросила помочь прекратить мучения и Дерек Хамфри дал ей смертельную дозу снотворного, растворённого в чашке кофе. Она впала в кому и через несколько минут умерла, он был рядом с ней. В 1978 году Дерек Хамфри опубликовал книгу «Путь Джин: История любви» (англ. Jean's Way). Книга Хамфри «Последний выход», написанная им в развитии темы права на достойную смерть, даёт практические рекомендации для находящихся на смертельной стадии заболевания.
В 1980 году он основал Общество Хэмлок (англ. Hemlock Society), общественную организацию, борющуюся за «право умереть» (англ. right-to-die organization). Он также некоторое время возглавлял Международную федерацию обществ за право умереть (англ. World Federation of Right to Die Societies).

## Отзывы
Публикация книги вызвала противоречивую реакцию публики, общество разделилось на противников эвтаназии и тех, кто считал это гуманным. Велись ожесточенные дебаты: имеет ли человек моральное право покончить с собой, а также об этической стороне участия в эвтаназии врачей. Некоторые критиковали автора и за то, что книгой могут воспользоваться те, кто не имеет своей целью облегчить страдания смертельно больных.
В 1991 году книга была признана бестселлером в США и держалась в списках бестселлеров около 18 недель. Было продано более миллиона экземпляров, выдержала несколько переизданий. Книга была переведена на 12 языков и была законодательно запрещена лишь во Франции. В 2007 году критики американского еженедельника USA Today включили «Последний выход» в список 25 самых незабываемых книг прошлого столетия.